# Clone of the Universe
Clone of the Universe è il dodicesimo album in studio del gruppo musicale statunitense Fu Manchu, pubblicato nel 2018.

## Tracce
1. Intelligent Worship - 3:07
2. (I've Been) Hexed - 2:48
3. Don't Panic - 2:04
4. Slower Than Light - 3:26
5. Nowhere Left to Hide - 4:19
6. Clone of the Universe - 2:57
7. Il Mostro Atomico - 18:07

## Formazione
Gruppo
- Scott Hill - voce, chitarra
- Bob Balch - chitarra
- Brad Davis - basso
- Scott Reeder - batteria

Ospiti
- Alex Lifeson - chitarra (traccia 7)